# Miyuki Matsuda
Miyuki Matsuda (松田 美由紀 Matsuda Miyuki?,  Tokio, Japón, 6 de octubre de 1961), cuyo nombre de nacimiento es Miyuki Kumagai (熊谷 美由紀 Kumagai Miyuki?), es una actriz japonesa. 

## Biografía
Miyuki Kumagai nació el 6 de octubre de 1961 en la ciudad de Tokio, Japón. Tiene una hermana mayor con un año de diferencia, Mami, quien también es actriz. Comenzó trabajando como modelo e hizo su debut profesional en 1979, cuando tenía diecisiete años, apareciendo en la serie de televisión Tantei Monogatari junto al actor Yūsaku Matsuda, de treinta años. Kumagai y Matsuda comenzaron un romance, lo que causó el divorcio de Yusaku con su primera esposa, Michiko. La pareja contrajo matrimonio tras el nacimiento de su primer hijo, Ryūhei, en 1983. A este le seguirían dos hijos más; Shōta (nacido en 1985) y Yūki (nacida en 1988). Kumagai se retiró temporalmente de la actuación para ocuparse de sus hijos. Su marido murió de cáncer de vejiga en 1989, dejándola viuda a la edad de 28 años y al cuidado de tres niños pequeños.
Kumagai volvió a actuar en 1991, apareciendo en una amplia gama de papeles en televisión y películas. En 1999, Kumagai apareció en la película Audition junto a Ryo Ishibashi. En 2008, publicó un libro de fotografías de la modelo Hitomi Katayama, titulado Watakushi no suki na kodoku. En 2009, fue la productora ejecutiva del documental Soul Red: Yusaku Matsuda, que trata sobre la vida y muerte de su esposo.
En los últimos años también ha trabajado como fotógrafa y directora de arte. Sus hijos Ryūhei y Shōta también son actores, mientras que su hija Yūki es cantante y actualmente forma parte de la banda Young Juvenile Youth.

## Filmografía
- Kindaichi Kosuke no boken (1979) (como Miyuki Kumagai)
- Elephant Song' (1994)
- Genki no kamisama (1997)
- Nodo jiman (1998)
- Yomigaeru yusaku: Tantei monogatari tokubetsu hen (1999)
- Ano natsu no hi (1999)
- Audition (1999) como Ryoko Aoyama
- Kuroe (2001)
- Pakodate-jin(2002)
- Bo taoshi (2003)
- Riyu (2004)
- Zoo (2005)
- Sekai wa tokidoki utsukushii (2007)
- Tokyo Tower: Mom and Me, and Sometimes Dad (2007)
- Hannin ni tsugu (2007)
- Shibuya (2010)
- Made in Japan: Kora! (2011)
- Futatsume no mado (2014)
- Love & Peace (2015)
- Chihayafuru Parte 1 (2016) como Taeko Miyauchi[4]
- Chihayafuru Parte 2 (2016) como Taeko Miyauchi
- Chihayafuru Parte 3 (2018) como Taeko Miyauchi